# Vòng loại Giải vô địch bóng đá thế giới 2010 – Khu vực châu Phi

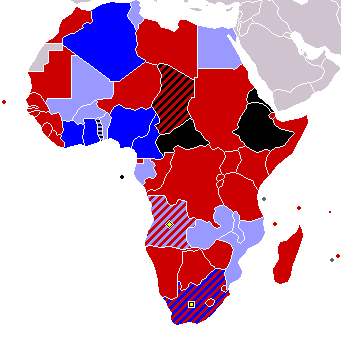
Kết quả:
Quốc gia lọt vào vòng chung kết World Cup 2010 và Cúp bóng đá châu Phi 2010
Quốc gia lọt vào vòng chung kết Cúp bóng đá châu Phi 2010
Quốc gia dừng lại ở vòng loại ở cả hai giải đấu
Quốc gia bỏ cuộc hay bị cấm thi đấu

Liên đoàn bóng đá châu Phi (CAF) được chia 5 suất tham dự vòng chung kết giải vô địch bóng đá thế giới 2010, thêm một suất nữa của đội chủ nhà Nam Phi. 53 quốc gia và vùng lãnh thổ thành viên đã đăng ký tham dự để tranh 5 suất vào vòng chung kết. Vòng loại này còn là vòng loại cho Cúp bóng đá châu Phi 2010 tổ chức tại Angola với 15 đội cùng đội chủ nhà. Do đó chủ nhà World Cup 2010 cũng phải tham gia thi đấu để giành suất dự vòng chung kết Cúp bóng đá châu Phi 2010.
Vòng sơ loại diễn ra vào tháng 10 năm 2007. Lễ bốc thăm được tổ chức ngày 25 tháng 11 cùng năm cho 48 đội.

## Vòng 1
Mười đội châu Phi có vị trí thấp nhất trên bảng xếp hạng của FIFA ở thời điểm tháng 7 năm 2007 sẽ được phân làm 5 cặp đấu đối đầu trực tiếp chọn ra 5 đội đi tiếp vào vòng sau. Kết quả bốc thăm phân cặp như sau:
- Madagascar v  Comoros
- Somalia v  Eswatini
- São Tomé và Príncipe v  Trung Phi
- Sierra Leone v  Guiné-Bissau
- Seychelles v  Djibouti

Nhưng do São Tomé và Príncipe cùng Cộng hòa Trung Phi bỏ cuộc vào tháng 9. Vì vậy, Swaziland và Seychelles (hai đội có thứ hạng cao nhất trong tổng số 10 đội) được vào thẳng vòng sau. còn Somalia và Djibouti, hai đội đáng ra sẽ gặp hai đội trên, sẽ tạo thành một cặp đấu mới. Cặp đấu diễn ra giữa Djibouti và Somalia chỉ diễn ra một lượt duy nhất tại Djibouti, do Somalia không đáp ứng được đầy đủ các điều kiện của FIFA; hai cặp đấu còn lại diễn ra theo thể thức hai lượt đi và về, sân nhà-sân khách.
| Đội 1        | TTS  | Đội 2        | Lượt đi | Lượt về |
| ------------ | ---- | ------------ | ------- | ------- |
| Madagascar   | 10–2 | Comoros      | 6–2     | 4–0     |
| Djibouti     | 1–0  | Somalia      | 1–0     | N/A     |
| Sierra Leone | 1–0  | Guiné-Bissau | 1–0     | 0–0     |

## Vòng 2
48 đội tuyển (45 đội vào thẳng vòng này cùng 3 đội lọt qua vòng 1) sẽ được chia thành 12 bảng mỗi bảng 4 đội. Lễ bốc thăm chia bảng được diễn ra tại Durban, Nam Phi vào ngày 25 tháng 11 năm 2007. Các đội tuyển sẽ gặp nhau theo thể thức vòng tròn hai lượt trận đi và về, sân nhà-sân khách, trong năm 2008, để chọn ra 12 đội đứng đầu bảng cùng 8 đội nhì bảng xuất sắc nhất vào vòng 3. Vì số đội của mỗi bảng đấu không bằng nhau sau khi Ethiopia bị cấm thi đấu còn Eritrea thì bỏ cuộc, thứ hạng so sánh giữa các đội nhì bảng sẽ không tính thành tích đối đầu với các đội đứng cuối bảng đấu.

### Phân loại hạt giống
Mỗi bảng đấu sẽ có một đội của mỗi nhóm.
| Nhóm A | Nhóm B | Nhóm C | Nhóm D |
| --- | --- | --- | --- |
| Cameroon · Nigeria · Bờ Biển Ngà · Maroc · Ghana · Tunisia · Ai Cập · Guinée · Sénégal · Mali · Angola · Togo | Zambia · Nam Phi · Cabo Verde · CHDC Congo · Algérie · Burkina Faso · Bénin · Mozambique · Libya · Ethiopia · Cộng hòa Congo · Zimbabwe | Uganda · Botswana · Guinea Xích Đạo · Tanzania · Gabon · Malawi · Sudan · Burundi · Liberia · Rwanda · Eritrea · Namibia | Gambia · Mauritanie · Kenya · Tchad · Lesotho · Mauritius · Niger · Eswatini · Seychelles · Sierra Leone · Madagascar · Djibouti |

| Ghi chú                |
| ---------------------- |
| Đội đi tiếp vào vòng 3 |

Chú thích:
- Team = Đội tuyển
- Pld = Số trận
- Pts = Số điểm
- W = Thắng
- D = Hòa
- L = Bại
- GF = Bàn thắng
- GA = Bàn thua
- GD = Hiệu số

### Bảng 1
| Team       | Pld | W | D | L | GF | GA | GD  | Pts |
| ---------- | --- | - | - | - | -- | -- | --- | --- |
| Cameroon   | 6   | 5 | 1 | 0 | 14 | 2  | +12 | 16  |
| Cabo Verde | 6   | 3 | 0 | 3 | 7  | 8  | −1  | 9   |
| Tanzania   | 6   | 2 | 2 | 2 | 9  | 6  | +3  | 8   |
| Mauritius  | 6   | 0 | 1 | 5 | 3  | 17 | −14 | 1   |

|            | Cameroon | Cabo Verde | Mauritius | Tanzania |
| ---------- | -------- | ---------- | --------- | -------- |
| Cameroon   | —        | 2 – 0      | 5 – 0     | 2 – 1    |
| Cabo Verde | 1 – 2    | —          | 3 – 1     | 1 – 0    |
| Mauritius  | 0 – 3    | 0 – 1      | —         | 1 – 4    |
| Tanzania   | 0 – 0    | 3 – 1      | 1 – 1     | —        |

### Bảng 2
| Team     | Pld | W | D | L | GF | GA | GD | Pts |
| -------- | --- | - | - | - | -- | -- | -- | --- |
| Guinée   | 6   | 3 | 2 | 1 | 9  | 5  | +4 | 11  |
| Kenya    | 6   | 3 | 1 | 2 | 8  | 5  | +3 | 10  |
| Zimbabwe | 6   | 1 | 3 | 2 | 4  | 6  | −2 | 6   |
| Namibia  | 6   | 2 | 0 | 4 | 7  | 12 | −5 | 6   |

|          | Guinée | Kenya | Namibia | Zimbabwe |
| -------- | ------ | ----- | ------- | -------- |
| Guinée   | —      | 3 – 2 | 4 – 0   | 0 – 0    |
| Kenya    | 2 – 0  | —     | 1 – 0   | 2 – 0    |
| Namibia  | 1 – 2  | 2 – 1 | —       | 4 – 2    |
| Zimbabwe | 0 – 0  | 0 – 0 | 2 – 0   | —        |

- Thứ tự xếp hạng giữa Zimbabwe và Namibia được xác định bằng hiệu số bàn thắng-bàn thua của hai đội.

### Bảng 3
| Team   | Pld | W | D | L | GF | GA | GD | Pts |
| ------ | --- | - | - | - | -- | -- | -- | --- |
| Bénin  | 6   | 4 | 0 | 2 | 12 | 8  | +4 | 12  |
| Angola | 6   | 3 | 1 | 2 | 11 | 8  | +3 | 10  |
| Uganda | 6   | 3 | 1 | 2 | 8  | 9  | −1 | 10  |
| Niger  | 6   | 1 | 0 | 5 | 5  | 11 | −6 | 3   |

|        | Angola | Bénin | Niger | Uganda |
| ------ | ------ | ----- | ----- | ------ |
| Angola | —      | 3 – 0 | 3 – 1 | 0 – 0  |
| Bénin  | 3 – 2  | —     | 2 – 0 | 4 – 1  |
| Niger  | 1 – 2  | 0 – 2 | —     | 3 – 1  |
| Uganda | 3 – 1  | 2 – 1 | 1 – 0 | —      |

- Thứ tự xếp hạng giữa Angola và Uganda được xác định bằng hiệu số bàn thắng-bàn thua của hai đội.

### Bảng 4
| Team            | Pld | W | D | L | GF | GA | GD  | Pts |
| --------------- | --- | - | - | - | -- | -- | --- | --- |
| Nigeria         | 6   | 6 | 0 | 0 | 11 | 1  | +10 | 18  |
| Nam Phi         | 6   | 2 | 1 | 3 | 5  | 5  | 0   | 7   |
| Sierra Leone    | 6   | 2 | 1 | 3 | 4  | 8  | −4  | 7   |
| Guinea Xích Đạo | 6   | 1 | 0 | 5 | 4  | 10 | −6  | 3   |

|                 | Guinea Xích Đạo | Nigeria | Sierra Leone | Cộng hòa Nam Phi |
| --------------- | --------------- | ------- | ------------ | ---------------- |
| Guinea Xích Đạo | —               | 0 – 1   | 2 – 0        | 0 – 1            |
| Nigeria         | 2 – 0           | —       | 4 – 1        | 2 – 0            |
| Sierra Leone    | 2 – 1           | 0 – 1   | —            | 1 – 0            |
| Nam Phi         | 4 – 1           | 0 – 1   | 0 – 0        | —                |

- Thứ tự xếp hạng giữa Nam Phi và Sierra Leone được xác định bằng hiệu số bàn thắng-bàn thua của hai đội.

### Bảng 5
| Team    | Pld | W | D | L | GF | GA | GD  | Pts |
| ------- | --- | - | - | - | -- | -- | --- | --- |
| Ghana   | 6   | 4 | 0 | 2 | 11 | 5  | +6  | 12  |
| Gabon   | 6   | 4 | 0 | 2 | 8  | 3  | +5  | 12  |
| Libya   | 6   | 4 | 0 | 2 | 7  | 4  | +3  | 12  |
| Lesotho | 6   | 0 | 0 | 6 | 2  | 16 | −14 | 0   |

|         | Gabon | Ghana | Lesotho | Libya |
| ------- | ----- | ----- | ------- | ----- |
| Gabon   | —     | 2 – 0 | 2 – 0   | 1 – 0 |
| Ghana   | 2 – 0 | —     | 3 – 0   | 3 – 0 |
| Lesotho | 0 – 3 | 2 – 3 | —       | 0 – 1 |
| Libya   | 1 – 0 | 1 – 0 | 4 – 0   | —     |

- Thứ tự xếp hạng giữa Ghana, Gabon và Libya được xác định bằng hiệu số bàn thắng-bàn thua của ba đội.

### Bảng 6
| Team    | Pld | W | D | L | GF | GA | GD | Pts |
| ------- | --- | - | - | - | -- | -- | -- | --- |
| Algérie | 6   | 3 | 1 | 2 | 7  | 4  | +3 | 10  |
| Gambia  | 6   | 2 | 3 | 1 | 6  | 3  | +3 | 9   |
| Sénégal | 6   | 2 | 3 | 1 | 9  | 7  | +2 | 9   |
| Liberia | 6   | 0 | 3 | 3 | 4  | 12 | −8 | 3   |

|         | Algérie | Gambia | Liberia | Sénégal |
| ------- | ------- | ------ | ------- | ------- |
| Algérie | —       | 1 – 0  | 3 – 0   | 3 – 2   |
| Gambia  | 1 – 0   | —      | 3 – 0   | 0 – 0   |
| Liberia | 0 – 0   | 1 – 1  | —       | 2 – 2   |
| Sénégal | 1 – 0   | 1 – 1  | 3 – 1   | —       |

- Thứ tự xếp hạng giữa Gambia và Senegal được xác định bằng hiệu số bàn thắng-bàn thua của hai đội.

### Bảng 7
| Team        | Pld | W | D | L | GF | GA | GD | Pts |
| ----------- | --- | - | - | - | -- | -- | -- | --- |
| Bờ Biển Ngà | 6   | 3 | 3 | 0 | 10 | 2  | +8 | 12  |
| Mozambique  | 6   | 2 | 2 | 2 | 7  | 5  | +2 | 8   |
| Madagascar  | 6   | 1 | 3 | 2 | 2  | 7  | −5 | 6   |
| Botswana    | 6   | 1 | 2 | 3 | 3  | 8  | −5 | 5   |

|             | Botswana | Bờ Biển Ngà | Madagascar | Mozambique |
| ----------- | -------- | ----------- | ---------- | ---------- |
| Botswana    | —        | 1 – 1       | 0 – 0      | 0 – 1      |
| Bờ Biển Ngà | 4 – 0    | —           | 3 – 0      | 1 – 0      |
| Madagascar  | 1 – 0    | 0 – 0       | —          | 1 – 1      |
| Mozambique  | 1 – 2    | 1 – 1       | 3 – 0      | —          |

### Bảng 8
| Team       | Pld | W | D | L | GF | GA | GD  | Pts |
| ---------- | --- | - | - | - | -- | -- | --- | --- |
| Maroc      | 4   | 3 | 0 | 1 | 11 | 5  | +6  | 9   |
| Rwanda     | 4   | 3 | 0 | 1 | 7  | 3  | +4  | 9   |
| Mauritanie | 4   | 0 | 0 | 4 | 2  | 12 | −10 | 0   |

|            | Mauritanie | Maroc | Rwanda |
| ---------- | ---------- | ----- | ------ |
| Mauritanie | —          | 1 – 4 | 0 – 1  |
| Maroc      | 4 – 1      | —     | 2 – 0  |
| Rwanda     | 3 – 0      | 3 – 1 | —      |

- Thứ tự xếp hạng giữa Maroc và Rwanda được xác định bằng hiệu số bàn thắng-bàn thua của hai đội.

Ethiopia đã thi đấu bốn trận, trước khi bị FIFA cấm thi đấu vào ngày 29 tháng 7 năm 2008. Đến ngày 12 tháng 9 năm 2008, FIFA chính thức loại Ethiopia khỏi vòng loại lần này.

### Bảng 9
| Team         | Pld | W | D | L | GF | GA | GD  | Pts |
| ------------ | --- | - | - | - | -- | -- | --- | --- |
| Burkina Faso | 6   | 5 | 1 | 0 | 14 | 5  | +9  | 16  |
| Tunisia      | 6   | 4 | 1 | 1 | 11 | 3  | +8  | 13  |
| Burundi      | 6   | 2 | 0 | 4 | 5  | 9  | −4  | 6   |
| Seychelles   | 6   | 0 | 0 | 6 | 4  | 17 | −13 | 0   |

|              | Burkina Faso | Burundi | Seychelles | Tunisia |
| ------------ | ------------ | ------- | ---------- | ------- |
| Burkina Faso | —            | 2 – 0   | 4 – 1      | 0 – 0   |
| Burundi      | 1 – 3        | —       | 1 – 0      | 0 – 1   |
| Seychelles   | 2 – 3        | 1 – 2   | —          | 0 – 2   |
| Tunisia      | 1 – 2        | 2 – 1   | 5 – 0      | —       |

### Bảng 10
| Team           | Pld | W | D | L | GF | GA | GD | Pts |
| -------------- | --- | - | - | - | -- | -- | -- | --- |
| Mali           | 6   | 4 | 0 | 2 | 13 | 8  | +5 | 12  |
| Sudan          | 6   | 3 | 0 | 3 | 9  | 9  | 0  | 9   |
| Cộng hòa Congo | 6   | 3 | 0 | 3 | 7  | 8  | −1 | 9   |
| Tchad          | 6   | 2 | 0 | 4 | 7  | 11 | −4 | 6   |

|                | Tchad | Cộng hòa Congo | Mali  | Sudan |
| -------------- | ----- | -------------- | ----- | ----- |
| Tchad          | —     | 2 – 1          | 1 – 2 | 1 – 3 |
| Cộng hòa Congo | 2 – 0 | —              | 1 – 0 | 1 – 0 |
| Mali           | 2 – 1 | 4 – 2          | —     | 3 – 0 |
| Sudan          | 1 – 2 | 2 – 0          | 3 – 2 | —     |

- Thứ tự xếp hạng giữa Sudan và Congo được xác định bằng hiệu số bàn thắng-bàn thua của hai đội.

### Bảng 11
| Team     | Pld | W | D | L | GF | GA | GD | Pts |
| -------- | --- | - | - | - | -- | -- | -- | --- |
| Zambia   | 4   | 2 | 1 | 1 | 2  | 1  | +1 | 7   |
| Togo     | 4   | 2 | 0 | 2 | 8  | 3  | +5 | 6   |
| Eswatini | 4   | 1 | 1 | 2 | 2  | 8  | −6 | 4   |

|          | Eswatini | Togo  | Zambia |
| -------- | -------- | ----- | ------ |
| Eswatini | —        | 2 – 1 | 0 – 0  |
| Togo     | 6 – 0    | —     | 1 – 0  |
| Zambia   | 1 – 0    | 1 – 0 | —      |

Eritrea bỏ cuộc vào ngày 25 tháng 3 năm 2008 và không được thay thế.

### Bảng 12
| Team       | Pld | W | D | L | GF | GA | GD  | Pts |
| ---------- | --- | - | - | - | -- | -- | --- | --- |
| Ai Cập     | 6   | 5 | 0 | 1 | 13 | 2  | +11 | 15  |
| Malawi     | 6   | 4 | 0 | 2 | 14 | 5  | +9  | 12  |
| CHDC Congo | 6   | 3 | 0 | 3 | 14 | 6  | +8  | 9   |
| Djibouti   | 6   | 0 | 0 | 6 | 2  | 30 | −28 | 0   |

|            | Cộng hòa Dân chủ Congo | Djibouti | Ai Cập | Malawi |
| ---------- | ---------------------- | -------- | ------ | ------ |
| CHDC Congo | —                      | 5 – 1    | 0 – 1  | 1 – 0  |
| Djibouti   | 0 – 6                  | —        | 0 – 4  | 0 – 3  |
| Ai Cập     | 2 – 1                  | 4 – 0    | —      | 2 – 0  |
| Malawi     | 2 – 1                  | 8 – 1    | 1 – 0  | —      |

### Xếp hạng các đội nhì bảng
Cùng với 12 đội nhất bảng, 8 đội nhì bảng có thành tích xuất sắc nhất được lọt vào vòng 3. Vì số đội của mỗi bảng không đều nhau, nên chỉ thành tích đối đầu với các đội nhất bảng và xếp thứ ba ở bảng là được tính.
| Bảng | Đội        | Pld | W | D | L | GF | GA | GD | Pts |
| ---- | ---------- | --- | - | - | - | -- | -- | -- | --- |
| 8    | Rwanda     | 4   | 3 | 0 | 1 | 7  | 3  | +4 | 9   |
| 2    | Kenya      | 4   | 2 | 1 | 1 | 6  | 3  | +3 | 7   |
| 9    | Tunisia    | 4   | 2 | 1 | 1 | 4  | 3  | +1 | 7   |
| 11   | Togo       | 4   | 2 | 0 | 2 | 8  | 3  | +5 | 6   |
| 5    | Gabon      | 4   | 2 | 0 | 2 | 3  | 3  | 0  | 6   |
| 10   | Sudan      | 4   | 2 | 0 | 2 | 5  | 6  | −1 | 6   |
| 12   | Malawi     | 4   | 2 | 0 | 2 | 3  | 4  | −1 | 6   |
| 7    | Mozambique | 4   | 1 | 2 | 1 | 5  | 3  | +2 | 5   |
| 6    | Gambia     | 4   | 1 | 2 | 1 | 2  | 2  | 0  | 5   |
| 3    | Angola     | 4   | 1 | 1 | 2 | 6  | 6  | 0  | 4   |
| 1    | Cabo Verde | 4   | 1 | 0 | 3 | 3  | 7  | −4 | 3   |
| 4    | Nam Phi    | 4   | 0 | 1 | 3 | 0  | 4  | −4 | 1   |

## Vòng 3
Hai mươi đội còn lại được chia thành 5 bảng mỗi bảng 4 đội. Lễ bốc thăm chia bảng diễn ra vào ngày 22 tháng 10 năm 2008 tại Zürich, Thụy Sĩ.
Năm đội đứng đầu mỗi bảng sẽ giành quyền tham dự vòng chung kết World Cup 2010 và Cúp bóng đá châu Phi 2010. Cùng với đó, năm đội hạng nhì và năm đội hạng ba cũng giành quyền tham dự vòng chung kết Cúp bóng đá châu Phi 2010.

### Phân loại hạt giống
Việc xếp loại hạt giống dựa vào bảng xếp hạng của FIFA ở thời điểm tháng 10 năm 2008 (vị trí của mỗi đội được ghi trong ngoặc). Mỗi bảng đấu sẽ có một đội của mỗi nhóm.
| Nhóm 1                                                                     | Nhóm 2                                                             | Nhóm 3                                                                   | Nhóm 4                                                                    |
| -------------------------------------------------------------------------- | ------------------------------------------------------------------ | ------------------------------------------------------------------------ | ------------------------------------------------------------------------- |
| Cameroon (12) · Ai Cập (22) · Ghana (25) · Nigeria (27) · Bờ Biển Ngà (29) | Guinée (41) · Maroc (43) · Tunisia (47) · Mali (53) · Algérie (56) | Burkina Faso (63) · Gabon (67) · Zambia (70) · Kenya (79) · Bénin (81) · | Rwanda (87) · Togo (91) · Mozambique (100) · Sudan (106) · Malawi (109) · |

| Ghi chú                                                                |
| ---------------------------------------------------------------------- |
| Đội lọt vào vòng chung kết World Cup 2010 và Cúp bóng đá châu Phi 2010 |
| Đội lọt vào vòng chung kết Cúp bóng đá châu Phi 2010                   |

### Bảng A
| Đội tuyển | St | T | H | B | Bt | Bb | Hs | Điểm |
| --------- | -- | - | - | - | -- | -- | -- | ---- |
| Cameroon  | 6  | 4 | 1 | 1 | 9  | 2  | +7 | 13   |
| Gabon     | 6  | 3 | 0 | 3 | 9  | 7  | +2 | 9    |
| Togo      | 6  | 2 | 2 | 2 | 3  | 7  | −4 | 8    |
| Maroc     | 6  | 0 | 3 | 3 | 3  | 8  | −5 | 3    |

|          | Cameroon | Gabon | Maroc | Togo  |
| -------- | -------- | ----- | ----- | ----- |
| Cameroon | —        | 2 – 1 | 0 – 0 | 3 – 0 |
| Gabon    | 0 – 2    | —     | 3 – 1 | 3 – 0 |
| Maroc    | 0 – 2    | 1 – 2 | —     | 0 – 0 |
| Togo     | 1 – 0    | 1 – 0 | 1 – 1 | —     |

### Bảng B
| Đội tuyển  | St | T | H | B | Bt | Bb | Hs | Điểm |
| ---------- | -- | - | - | - | -- | -- | -- | ---- |
| Nigeria    | 6  | 3 | 3 | 0 | 9  | 4  | +5 | 12   |
| Tunisia    | 6  | 3 | 2 | 1 | 7  | 4  | +3 | 11   |
| Mozambique | 6  | 2 | 1 | 3 | 3  | 5  | −2 | 7    |
| Kenya      | 6  | 1 | 0 | 5 | 5  | 11 | −6 | 3    |

|            | Kenya | Mozambique | Nigeria | Tunisia |
| ---------- | ----- | ---------- | ------- | ------- |
| Kenya      | —     | 2 – 1      | 2 – 3   | 1 – 2   |
| Mozambique | 1 – 0 | —          | 0 – 0   | 1 – 0   |
| Nigeria    | 3 – 0 | 1 – 0      | —       | 2 – 2   |
| Tunisia    | 1 – 0 | 2 – 0      | 0 – 0   | —       |

### Bảng C
| Đội tuyển | St | T | H | B | Bt | Bb | Hs | Điểm |
| --------- | -- | - | - | - | -- | -- | -- | ---- |
| Algérie   | 6  | 4 | 1 | 1 | 9  | 4  | +5 | 13   |
| Ai Cập    | 6  | 4 | 1 | 1 | 9  | 4  | +5 | 13   |
| Zambia    | 6  | 1 | 2 | 3 | 2  | 5  | −3 | 5    |
| Rwanda    | 6  | 0 | 2 | 4 | 1  | 8  | −7 | 2    |

|         | Algérie | Ai Cập | Rwanda | Zambia |
| ------- | ------- | ------ | ------ | ------ |
| Algérie | —       | 3 – 1  | 3 – 1  | 1 – 0  |
| Ai Cập  | 2 – 0   | —      | 3 – 0  | 1 – 1  |
| Rwanda  | 0 – 0   | 0 – 1  | —      | 0 – 0  |
| Zambia  | 0 – 2   | 0 – 1  | 1 – 0  | —      |

- Algerie và Ai Cập có các chỉ số phụ và thành tích đối đầu giống hệt nhau. Algeria thắng trận đấu thêm với tỉ số 1 – 0 để lọt vào vòng chung kết World Cup 2010.

### Bảng D
| Đội tuyển | St | T | H | B | Bt | Bb | Hs | Điểm |
| --------- | -- | - | - | - | -- | -- | -- | ---- |
| Ghana     | 6  | 4 | 1 | 1 | 9  | 3  | +6 | 13   |
| Bénin     | 6  | 3 | 1 | 2 | 6  | 6  | 0  | 10   |
| Mali      | 6  | 2 | 3 | 1 | 8  | 7  | +1 | 9    |
| Sudan     | 6  | 0 | 1 | 5 | 2  | 9  | −7 | 1    |

|       | Bénin | Ghana | Mali  | Sudan |
| ----- | ----- | ----- | ----- | ----- |
| Bénin | —     | 1 – 0 | 1 – 1 | 1 – 0 |
| Ghana | 1 – 0 | —     | 2 – 2 | 2 – 0 |
| Mali  | 3 – 1 | 0 – 2 | —     | 1 – 0 |
| Sudan | 1 – 2 | 0 – 2 | 1 – 1 | —     |

### Bảng E
| Đội tuyển    | St | T | H | B | Bt | Bb | Hs  | Điểm |
| ------------ | -- | - | - | - | -- | -- | --- | ---- |
| Bờ Biển Ngà  | 6  | 5 | 1 | 0 | 19 | 4  | +15 | 16   |
| Burkina Faso | 6  | 4 | 0 | 2 | 10 | 11 | −1  | 12   |
| Malawi       | 6  | 1 | 1 | 4 | 4  | 11 | −7  | 4    |
| Guinée       | 6  | 1 | 0 | 5 | 7  | 14 | −7  | 3    |

|              | Burkina Faso | Bờ Biển Ngà | Guinée | Malawi |
| ------------ | ------------ | ----------- | ------ | ------ |
| Burkina Faso | —            | 2 – 3       | 4 – 2  | 1 – 0  |
| Bờ Biển Ngà  | 5 – 0        | —           | 3 – 0  | 5 – 0  |
| Guinée       | 1 – 2        | 1 – 2       | —      | 2 – 1  |
| Malawi       | 0 – 1        | 1 – 1       | 2 – 1  | —      |

## Cầu thủ ghi bàn
| Cầu thủ                 | Đội tuyển      | Tổng số bàn thắng | Số bàn từng vòng | Số bàn từng vòng | Số bàn từng vòng |
| Cầu thủ                 | Đội tuyển      | Tổng số bàn thắng | V1               | V2               | V3               |
| ----------------------- | -------------- | ----------------- | ---------------- | ---------------- | ---------------- |
| Moumouni Dagano         | Burkina Faso   | 12                | —                | 7                | 5                |
| Samuel Eto'o            | Cameroon       | 9                 | —                | 6                | 3                |
| Razak Omotoyossi        | Bénin          | 8                 | —                | 6                | 2                |
| Frédéric Kanouté        | Mali           | 8                 | —                | 5                | 3                |
| Didier Drogba           | Bờ Biển Ngà    | 6                 | —                | 0                | 6                |
| Dennis Oliech           | Kenya          | 6                 | —                | 4                | 2                |
| Chiukepo Msowoya        | Malawi         | 6                 | —                | 3                | 3                |
| Mohamed Aboutrika       | Ai Cập         | 5                 | —                | 2                | 3                |
| Matthew Amoah           | Ghana          | 5                 | —                | 1                | 4                |
| Ismael Bangoura         | Guinée         | 5                 | —                | 5                |                  |
| Pascal Feindouno        | Guinée         | 5                 | —                | 2                | 3                |
| Emmanuel Adebayor       | Togo           | 5                 | —                | 4                | 1                |
| Shabani Nonda           | CHDC Congo     | 4                 | —                | 4                | X                |
| Emad Motaeb             | Ai Cập         | 4                 | —                | 3                | 1                |
| Amr Zaki                | Ai Cập         | 4                 | —                | 2                | 2                |
| Roguy Méyé              | Gabon          | 4                 | —                | 2                | 2                |
| Junior Agogo            | Ghana          | 4                 | —                | 4                |                  |
| Faneva Imà Andriantsima | Madagascar     | 4                 | 4                | 0                | X                |
| Seydou Keita            | Mali           | 4                 | —                | 4                |                  |
| Youssef Safri           | Maroc          | 4                 | —                | 4                |                  |
| Victor Nsofor Obinna    | Nigeria        | 4                 | —                | 1                | 3                |
| Ikechukwu Uche          | Nigeria        | 4                 | —                | 3                | 1                |
| Issam Jemâa             | Tunisia        | 4                 | —                | 2                | 2                |
| Rafik Saifi             | Algérie        | 3                 | —                | 1                | 2                |
| Antar Yahia             | Algérie        | 3                 | —                | 2                | 1                |
| Karim Ziani             | Algérie        | 3                 | —                | 2                | 1                |
| Flávio                  | Angola         | 3                 | —                | 3                | X                |
| Yssouf Koné             | Burkina Faso   | 3                 | —                | 3                |                  |
| Achille Emana           | Cameroon       | 3                 | —                | 1                | 2                |
| Jean Makoun             | Cameroon       | 3                 | —                | 1                | 2                |
| Dady                    | Cabo Verde     | 3                 | —                | 3                | X                |
| Lys Mouithys            | Cộng hòa Congo | 3                 | —                | 3                | X                |
| Zola Matumona           | CHDC Congo     | 3                 | —                | 3                | X                |
| Dieumerci Mbokani       | CHDC Congo     | 3                 | —                | 3                | X                |
| Sekou Cissé             | Bờ Biển Ngà    | 3                 | —                | 3                |                  |
| Bakari Koné             | Bờ Biển Ngà    | 3                 | —                | 1                | 2                |
| Boubacar Sanogo         | Bờ Biển Ngà    | 3                 | —                | 3                |                  |
| Ahmed Hassan            | Ai Cập         | 3                 | —                | 2                | 1                |
| Hosni Abd Rabo          | Ai Cập         | 3                 | —                | 1                | 2                |
| Prince Tagoe            | Ghana          | 3                 | —                | 2                | 1                |
| Esau Kanyenda           | Malawi         | 3                 | —                | 3                |                  |
| Wilko Risser            | Namibia        | 3                 | —                | 3                | X                |
| Jerson Tegete           | Tanzania       | 3                 | —                | 3                | X                |
| Adekamni Olufade        | Togo           | 3                 | —                | 3                |                  |

Chú thích:
- — Được miễn thi đấu
- X Bị loại

2 bàn
| - Rafik Djebbour - Abdelkader Ghezzal - Mohamed Aoudou - Seidath Tchomogo - Diphetogo Selolwane - Aristide Bance - Mahamoudou Kéré - Henri Mbazumutima - Claude Nahimana - Albert Ze Meyong - Syriakata Hassan - Hilaire Kedigui - Wilfried Endzanga - Gervinho - Salomon Kalou - Koffi Ndri Romaric - Yaya Touré | - Ahmed Eid Abdel Malek - Daniel Cousin - Bruno Ecuélé Manga - Fabrice Do Marcolino - Bruno Zita Mbanangoye - Njogu Demba-Nyrén - Mustapha Jarju - Laryea Kingston - Sulley Muntari - Mamadou Bah - Kamil Zayatte - McDonald Mariga - Olivier Makor - Dioh Williams - Ahmed Saad - Lalaina Nomenjanahary - Rija Rakotomandimby | - Moses Chavula - Robert Ng'ambi - Sidi Yaya Keita - Wesley Marquette - Youssouf Hadji - Adel Taarabt - Domingues - Miro - Dário Monteiro - Tico-Tico - Rudolph Bester - Alhassane Issoufou - Obafemi Martins - Peter Odemwingie - Yakubu - Joseph Yobo - Labama Bokota - Olivier Karekezi | - Abedi Saïd - El Hadji Diouf - Philip Zialor - Kewullay Conteh - Kagiso Dikgacoi - Faisal Agab - Mohamed Osman Tahir - Haytham Tambal - Danny Mrwanda - Moustapha Salifou - Oussama Darragi - Hichem Essifi - Chaouki Ben Saada - Geofrey Massa - Eugene Ssepuuya - Gilbert Mushangazhike |

1 bàn
| - Nadir Belhadj - Madjid Bougherra - Karim Matmour - Gilberto - Locó - Mantorras - Mendonça - Ricardo - Yamba Asha - Ze Kalanga - Khaled Adenon - Jocelyn Ahoueya - Romuald Boco - Stephane Sessegnon - Oumar Tchomogo - Boitumelo Mafoko - Habib Bamogo - Charles Kabore - Issouf Ouattara - Jonathan Pitroipa - Alain Traoré - Selemani Ndikumana - André Bikey - Gustave Bebbe - Geremi - Rigobert Song - Somen Tchoyi - Pierre Webó - Babanco - Lito - Jose Semedo - Marco Soares - Leger Djime - Marius Mbaiam - Misdongard Betoligar - Ibor Bakar - Daoud Midtadi - Gervais Batota - Franchel Ibara - Hérita Ilunga | - Lomana LuaLua - Tresor Mputu - Tsholola Tshinyama - Kanga Akalé' - Kader Keita - Siaka Tiéné - Didier Zokora - Ahmed Daher - Yassin Hussein - Moussa Hirir - Rodolfo Bodipo - Juan Ramón Epitié - Juvenal - Ronan - Pierre-Emerick Aubameyang - Moïse Brou Apanga - Eric Mouloungui - Stéphane N'Guéma - Ousman Jallow - Aziz Corr Nyang - Anthony Annan - Stephen Appiah - Kwadwo Asamoah - Michael Essien - Sambégou Bangoura - Oumar Kalabane - Mohammed Jamal - Austin Makacha - McDonald Mariga - Francis Ouma - Julius Owino - Allan Wanga - Sello Muso - Lehlohonolo Seema - Omar Daoud - Younes Shibani - Hesham Shaban - Osama Al Fazzani - Guy Hubert Mamihasindrahona - Praxis Rabemananjara | - Hubert Robson - Jean Tsaralaza - Elvis Kafoteka - Joseph Kamwendo - Jacob Ngwira - Atusaye Nyondo - Noel Mkandawire - Adama Coulibaly - Soumaila Coulibaly - Mamadou Diallo - Lassane Fané - Modibo Maiga - Tenema Ndiaye - Mamadou Samassa - Andy Sophie - Dominique Da Silva - Ahmed Teguedi - Abdessalam Benjelloun - Mounir El Hamdaoui - Houssine Kharja - Tarik Sektioui - Nabil El Zhar - Merouane Zemmama - Carlitos - Genito - Costa Khaiseb - Paulus Shipanga - Ismael Alassane - Daouda Kamilou - Malam Moussa - Michael Eneramo - Obinna Nwaneri - Christian Obodo - Chidi Odiah - Bobo Bola - Patrick Mutesa Mafisango - Henri Camara - Issiar Dia - Ibrahima Faye - Cheikh Gueye | - Kader Mangane - Ibrahima Sonko - Modou Sougou - Don Annacoura - Bernard St. Agne - Mohammed Kallon - Sheriff Suma - Thembinkosi Fanteni - Surprise Moriri - Siphiwe Tshabalala - Ahmed Adel - Saifeldin Ali - Hassan Ishag - Mudathir El Tahir - Alaeldin Yousif - Siza Dlamini - Collen Salelwako - Athuman Idd - Nizar Khalfan - Khalfan Ngassa - Kigi Makasi - Floyd Ayité - Tijani Belaid - Saber Ben Frej - Radhi Jaïdi - Ammar Jemal - Fahid Ben Khalfallah - Yassin Mikari - Nabil Taider - Wissem Ben Yahia - Andrew Mwesigwa - David Obua - Ibrahim Sekagya - Dan Wagaluka - Rainford Kalaba - Francis Kasonde - Christopher Katongo - Felix Katongo - Cuthbert Malajila - Esrom Nyandoro |

Ghi bàn vào lưới nhà
| - Saidou Panandetiguiri (trận gặp Bờ Biển Ngà) - Mamadou Tall (trận gặp Bờ Biển Ngà) - Said Riyad (trận gặp Ai Cập) | - Bruno Ecuélé Manga (trận gặp Libya) - Amin Erbati (trận gặp Gabon) - Pascal Anicet (trận gặp Bénin) | - Kassaly Daouda (trận gặp Angola) - Joseph Yobo (trận gặp Sierra Leone) - Cheikh Gueye (trận gặp Algérie) |